# Hermisende (kommunhuvudort)
Hermisende är en kommunhuvudort i Spanien.   Den ligger i provinsen Provincia de Zamora och regionen Kastilien och Leon, i den nordvästra delen av landet, 300 km nordväst om huvudstaden Madrid. Hermisende ligger 842 meter över havet och antalet invånare är 367.
Terrängen runt Hermisende är huvudsakligen kuperad. Hermisende ligger nere i en dal. Runt Hermisende är det mycket glesbefolkat, med 6 invånare per kvadratkilometer. Närmaste större samhälle är Cobreros, 19,9 km nordost om Hermisende. 